# GNOME Panel
GNOME Panel és una barra de tasques i un llançador d'aplicacions per a GNOME. Forma part de l'entorn d'escriptori GNOME.
Va ser reemplaçat per defecte a GNOME 3.x per l'entorn gràfic GNOME Shell, que només funciona amb el gestor de finestres Mutter. GNOME Panel serveix com a mode fallback quan Mutter no es pot executar, encara que si l'usuari ho desitja el pot utilitzar com a entorn d'escriptori per defecte, escollint Gnome Classic en comptes de Gnome a la pantalla d'inici d'Ubuntu.

## Aparença

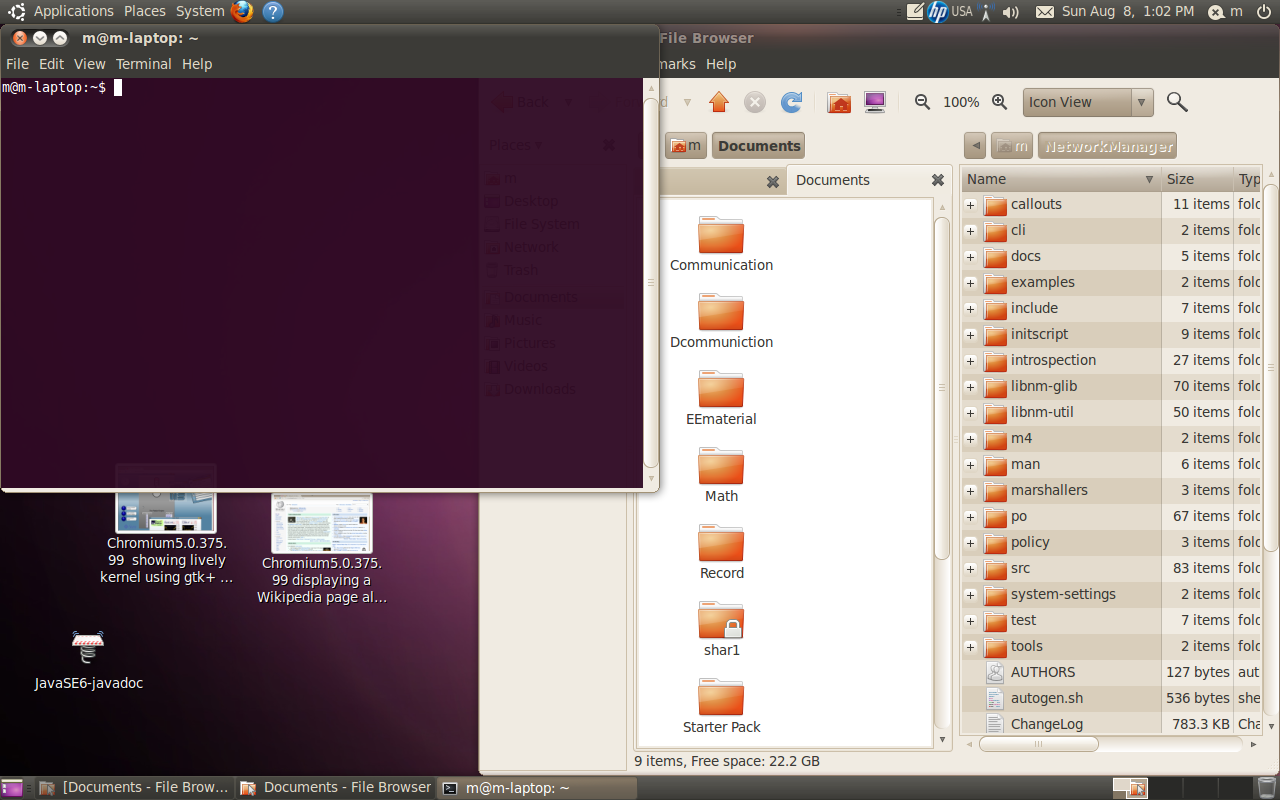
Aspecte del GNOME en versions anteriors (GNOME 2.30 a Ubuntu 10.04)

De manera predeterminada, GNOME conté dues barres, o en l'argot de GNOME, dos quadres (un a dalt i un altre a sota). El quadre superior normalment conté menús de navegació anomenats «Aplicacions», «Llocs» i «Sistema», en aquest ordre. Aquests menús proporcionen accés a les aplicacions instal·lades, a àrees del sistema de fitxers i a preferències del sistema i eines d'administració, respectivament. Aquest quadre també conté un rellotge/calendari i una àrea de notificació.
El quadre inferior, principalment, és buit (a part d'un botó per mostrar l'escriptori i un altre per canviar l'espai de treball), ja que està pensat per usar-lo per canviar d'aplicació clicant i obrint les finestres obertes que emplenen el quadre a mesura que se n'obren de noves.

## Personalització
Els quadres poden contenir widgets, que consisteixen en menús personalitzables, caixes de cerca, botons, accessos directes a aplicacions (similar a l'«Inici ràpid» de la barra de tasques en versiones anteriors a Windows 7), etc.
Els quadres són molt configurables: tot quadre es pot moure (a l'esquerra o a la dreta, per exemple), eliminar i personalitzar. Per exemple, un usuari provinent de Microsoft Windows pot moure el quadre superior a la part inferior de la pantalla per formar una espècie de «Menú Inici», així com l'àrea de notificació a la seva posició corresponent a Windows, i eliminar el quadre superior, per interaccionar amb GNOME Panel d'una manera semblant com ho faria amb la barra de tasques de Windows.

## Futur de GNOME Panel
El futur del paquet GNOME Panel és incert. El programador francès i membre de GNOME Vincent Untz va ser qui va portar el GNOME Panel GTK+ 2 a GTK+ 3 com a mode de fallback de GNOME. Actualment és possible, doncs, treballar amb distribucions GNU/Linux com Ubuntu 12.04 amb Gnome Classic com a gestor de finestres, tot i que actualment la prioritat de l'equip de GNOME és destinar tots els recursos en la millora de GNOME Shell, amb l'esperança que els usuaris acostumats a treballar amb la vella interfície s'adaptin de mica en mica a aquest nou concepte d'escriptori, més proper dels dispositius mòbils, com les tauletes o els telèfons intel·ligents.